# كين بلوك (لاعب هوكي الجليد)
كين بلوك هو لاعب هوكي الجليد كندي، ولد في 18 مارس 1944 في شتاينباخ في كندا.

## وصلات خارجية
- كين بلوك على موقع دوري الهوكي الوطني (الإنجليزية)
- كين بلوك على موقع قاعة مشاهير الهوكي (لاعب أن.إتش.أل) (الإنجليزية)
- كين بلوك على موقع EliteProspects.com (الإنجليزية)
- كين بلوك على موقع HockeyDB.com (الإنجليزية)
- كين بلوك على موقع Hockey-Reference.com (الإنجليزية)